# دورنير دو 26
دورنير دو 26 عبارة عن طائرة قارب مجنح معدني بالكامل تم إنتاجه قبل وأثناء الحرب العالمية الثانية بواسطة دورنير للطائرات gألمانيا. تم تشغيله من قبل طاقم مكون من أربعة أشخاص وكان الغرض منه حمل حمولة 500 كجم (1,100   رطل) أو أربعة ركاب على طريق لشبونة إلى نيويورك.

## التصميم والتطوير
كان طراز ], 26 الأنيق، الذي يُشار إليه أحيانًا باسم «أجمل قارب طائر تم بناؤه على الإطلاق»،  مصنوعًا من جميع المعادن. كان للبدن عارضة مركزية وخطوة محددة؛ كانت الأجنحة من تكوين جناح نورس، وتم تجهيز الأقسام الخارجية بعوامات الأجنحة الضيقة الضيقة القابلة للسحب بالكامل، بدلاً من رعاة دورنير «الجناح المائي» الشهير الممتد من البدن السفلي للتثبيت الجانبي.

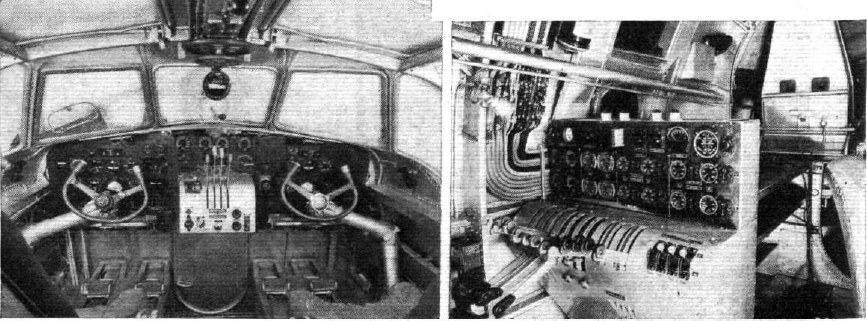
الجزء الداخلي من دو 26A

## المشغليين
Germany